# 취영루
취영루(chew young roo)는 대한민국의 식품회사이다.
취영루라는 이름은 본래 중국 중원의 유명 인사들이 모이던 유서 깊은 누각의 이름에서 유래하였다. 한국에서는 중국인 창업자가 현재의 서울시 중구 소공동 5번지에서 1945년 물만두 전문 중화 식당으로 시작하였다.
한국에 물만두 전문식당이 생소하던 시절에 정성스러운 요리와 맛을 겸비한 취영루는 먹을 것이 귀했던 시절에 서울시민들로부터 큰 사랑을 받는 명소가 되었다. 세월이 흐르면서 단골손님이었던 할아버지는 아들과 손자, 손녀들을 데리고 함께 찾아가는 유명 맛 집으로 발전하였고, 당시 그 아들과 손자, 손녀들이 그 정성과 맛을 기억하는 사람들이 많다.
1945년 개점이래 반세기를 훌쩍 넘는 세월 동안 한국의 역동적인 역사와 함께 발전해온 취영루는 대한민국 만두의 명가가 되어, 이제 만두 전문 기업으로 성장하였다.

## 연혁
- 1945년: 서울 소공동 5번지에서 취영루 중식 레스토랑 사업개시
- 1992년 10월: 취영루 만두제조 시작, 유통 사업진행
- 1998년 5월: (주) 취영종합식품 법인 출법
- 2000년 1월: '취영루 물만두' 출시
- 2000년 10월: 취영루 외식사업 도약 선언, 조달청 납품개시(군납시작)
- 2001년 1월: (주)취영루로 상호변경
- 2001년 3월: 공장등록, ISO9001인증
- 2001년 5월: 기술연구소 설립인증 (한국산업기술지흥협회 공식 인증 제 2001162171-3690호)
- 2001년 10월: 취영루 기술인증 벤처기업 확정 (경기지방중소기업청 제 2001162171-3690호)
- 2002년 5월: 2002년-2004년 3개년 한국서비스 대상 중식부분 최우수상 수상 (한국표준협회, 산업자원부 주관)
- 2003년 5월: 2003 한국서비스대상 수상 (한국표준협회, 2년 연속수상)
- 2003년 7월: 만두업계최초 HACCP 인증, 기술 연구소 설립
- 2004년 4월: 경기도 유망 중소기업 인증
- 2004년 6월 2004 한국서비스 대상 수상 (한국표준협회 3년 연속수상)
- 2004년 6월: 만두 파동시 유일하게 무혐의 처분 받음
- 2004년 7월: 한국관광기업 경영대상 수상
- 2007년 3월: 만두박물관 개관
- 2013년 11월: 파주시 환경관리센터 인간위탁 운영권 코오롱환경서비스(주)와 공동계약
- 2015년 6월: 저농도 염수 분사방법을 이용한 고품질 만두의 제조방법
- 2015년 11월: 컨베이어 장치를 이용한 만두성형기
- 2016년 2월: 취영루 식품제조 공장 생산시스템 혁신
- 2016년 3월: (주)태성이엔에프로 회사명 변경 및 소재지 변경
- 2017년 2월: 식품안전관리인증기준(HACCP) 적용업소 인증
- 2017년 4월: 파주시 환경관리센터 사업 종결
- 2017년 5월: 취영루 만두 신제품 제조, 출시
- 2017년 6월: 한국뉴욕주립대에 산학협력 바이오 푸드 기술연구소 설립
- 2017년 6월: 롯데백화점 델리샾 7개점포 운영중, 이마트 델리샾 2개점포 입점 예정
- 2017년 7월: 기업부설연구소 인정서- 한국산업기술진흥협회

## 주요 생산제품[1]
2017년 7월 기준.
- 물만두
- 교자만두 (교자만두, 열교자만두, 왕교자만두)
- 손만두 (고기손만두, 김치손만두)
- 왕만두 (고기왕만두, 김치왕만두)
- 군만두 (바삭군만두, 청양고추군만두)

## 생산공장
파주시에 위치한 생산 공장은 8천평의 대지에 4천평의 공장시설을 보유하고 있다. 9개의 생산시스템이 일직선의 라인으로 구성되어 있으며, 산업은행 기술팀의 지도로 내부 공기의 흐름까지 고려한 3층 높이의 공기청정 시스템과 최첨단 자동화 설비, 1000평 규모의 자체 냉동창고를 보유하고 있다. 만두의 생명인 원재료는 무표백, 무방부제, 무색소, 무향신료, 무첨가물의 원재료를 엄선하여 사용하고 있으며, 국내 최고 수준의 품질관리팀에서는 수십년간의 경험과 지식을 바탕으로 'CLEAN, FRESH, SATETY'라는 3대 과제를 실현하고자 모든 공정을 체계적으로 관리하고 발전시켜 나가고 있다.
- 배합실
- 제면실
- 성형실
- 증자실
- 예냉실
- 급냉실
- 내포장실
- 중금속 판별기
- 외포장실